# Андерсон, Клейтон Конрад
Клейтон Конрад Андерсон (англ. Clayton Conrad Anderson) (род. 23 февраля 1959, Омаха, штат Небраска, США) — американский инженер в области аэрокосмической техники, астронавт США. Совершил два космических полёта. Совершил шесть выходов в открытый космос.

## Образование
- 1977 — окончил среднюю школу «Эшлэнд Гринвуд Хай Скул» (англ. Ashland-Greenwood High School) в Эшлэнде, штат Небраска.
- 1981 — окончил Хейстингс-колледж (англ. Hastings College), в Хейстингсе, штат Небраска, и получил степень бакалавра наук в области физики.
- 1983 — окончил Университет штата Айова (Iowa State University), получил степень магистра наук в области аэрокосмической техники.

## Профессиональная деятельность
- 1983 — начал работать в Отделе планирования и анализа экспедиций в Космическом центре Джонсона, где участвовал в расчете траекторий для полётов шаттлов.
- 1988 — перешёл в Директорат управления полётами руководителем группы расчета траектории для миссии «Атлантис STS-34» (вывод зонда «Галилео»), участвовал в обеспечении полётов «Дискавери STS-31» (вывод зонда «Магеллан»), «Атлантис STS-37» (вывод гамма-обсерватории) и «Атлантис STS-46» (вывод связанного спутника).
- 1989 — назначен руководителем секции стартовых траекторий, а после проведенной реорганизации — главой Отделения математического обеспечения полётов Отдела планирования полётов и динамических операций.
- 1993 — назначен начальником Отдела расчёта полётов.
- 1996 — назначен руководителем Центра чрезвычайных ситуаций в Хьюстоне.

## Космическая подготовка
- июнь 1998 — зачислен в отряд астронавтов НАСА в качестве специалиста полёта. Прошёл полный курс общей космической подготовки.
- август 1999 — получил квалификацию «специалист полёта», назначен в Отдел астронавтов НАСА.
- ноябрь 2002 — прошёл подготовку к работам в открытом космосе.
- в процессе стандартной подготовки к космическим полётам работал оператором связи с экипажем во время полётов шаттлов. Во время работы 4-й основной экспедиции на МКС был в команде поддержки экипажа, обеспечивал астронавтов необходимой технической информацией и организовывал переговоры с членами семей.
- работал руководителем разработки систем оповещения и безопасности по проекту модернизации электронного оборудования кабины управления шаттла.
- в июне 2003 участвовал в пятой миссии НАСА по операциям в экстремальной окружающей среде.
- декабрь 2003  — назначен бортинженером дублирующего экипажа 12-й основной экспедиции на МКС и одновременно — бортинженером основного экипажа 14-й основной экспедиции на МКС совместно с Джеффри Уильямсом и Александром Лазуткиным. В августе 2005 года А.Лазуткин по медицинским соображениям был заменен на Михаила Тюрина. Позднее из-за задержек полётов шаттлов был выведен из этого экипажа.
- май 2006 — назначен в состав дублирующего экипажа 14-й экспедиции на МКС совместно с Пегги Уитсон и Юрием Маленченко.
- июнь 2006 — назначен в основной экипаж 15-й основной экспедиции на МКС. Должен был стартовать на шаттле Индевор STS-118 в июне 2007, посадка предполагалась на шаттле Дискавери STS-120 в декабре 2007.
- апрель 2007 — в связи с изменением графика полётов шаттлов принято решение о старте К. К. Андерсона в составе миссии Атлантис STS-117.

## Космический полёт

### Первый полёт
- 8 июня 2007 — стартовал в космос в качестве 5-го специалиста полёта в составе экипажа экспедиции «Атлантис STS-117» и бортинженера-2 в экипаже 15-й основной экспедиции МКС. Стал 460-м человеком и 292-м американцем в космосе.
- 10 июня 2007 — произведена стыковка шаттла с МКС.
- с июня по ноябрь 2007 работал в составе 15-й основной экспедиции совместно с Фёдором Юрчихиным и Олегом Котовым.
- 27 сентября 2007 выполнил на космическом корабле «Союз ТМА-10» совместно с Ф. Юрчихиным и О. Котовым перелёт длительностью 27 минут для перестыковки корабля от модуля «Заря» МКС на кормовой стыковочный узел модуля «Звезда»; при перелёте находился в российском скафандре «Сокол».
- совершил три выхода в открытый космос:
  - 24 июля 2007 продолжительностью 7 часов 41 минута для демонтажа резервуара аммиака.
  - 15 августа продолжительностью 5 часов 27 минут для усовершенствования коммуникационных систем станции.
  - 18 августа продолжительностью 5 часов 02 минуты для установки дополнительного оборудования на ферму S1.
- 5 ноября — покинул МКС в качестве 5-го специалиста полёта в составе экипажа экспедиции «Дискавери STS-120»
- 7 ноября 2007 — возвратился на Землю.

Продолжительность полёта составила 151 сутки 18 часов 24 минуты 09 секунд, три выхода в открытом космосе, время нахождения в открытом космосе 18 часов 10 минут.

### Второй полёт
8 апреля 2010 — 20 апреля 2010 — совершил в космос в качестве 5-го специалиста полёта в составе экипажа экспедиции «Дискавери STS-131» при миссии к МКС

### После полётов
Уволился из НАСА в январе 2013 года. С мая 2022 года — президент и исполнительный директор музея стратегического авиационного командования и космоса в городе Ашленд (штат Небраска).

## Личная жизнь
Увлечения: судейство в баскетболе колледжа и средней школы, участие в разных видах спорта, полёты, чтение, сочинение музыки, игра на пианино / органе и пение.
Радиолюбитель с позывным KD5PLA.

## Награды и почётные звания
- Медаль «За заслуги в освоении космоса» (12 апреля 2011 года) — за большой вклад в развитие международного сотрудничества в области пилотируемой космонавтики[5]
- 2004 — Почётный Доктор Хастингс-колледжа.